# NGC 1886
NGC 1886 (другие обозначения — ESO 487-2, MCG -4-13-13, FGCE 485, AM 0519-235, IRAS05197-2351, PGC 17174) — галактика в созвездии Заяц, расстояние до которой оценивается приблизительно в 101 миллион световых лет. Этот объект входит в число перечисленных в оригинальной редакции «Нового общего каталога».

## Характеристики
NGC 1886 представляет собой спиральную галактику типа Sab без перемычки. Она повёрнута к земному наблюдателю ребром. Её видимый блеск равен 12,8. На ночном небе её можно найти в южной части созвездия Зайца, немного выше шарового скопления M 79 и звезды HD 35162. Она является одиночной галактикой и не взаимодействует ни с какой другой звёздной системой.